# Retusa minima
Retusa minima is een slakkensoort uit de familie van de Retusidae. De wetenschappelijke naam van de soort is voor het eerst geldig gepubliceerd in 1911 door Yamakawa.